# Ka-Boom
Ka-Boom è stata un'emittente televisiva italiana dedicata agli anime e rivolta ad un pubblico vario, nata originariamente grazie ad una joint venture tra Filmedia e Dynit. Dal 3 giugno 2019 Ka-Boom è stata ricreata sotto forma di contenitore pomeridiano di anime trasmesso in syndication su Supersix.

## Storia

### Canale autonomo e collaborazione con ProntoGold TV1 (2013-2015)
Il cartello che annunciava l'arrivo di Ka-Boom è stato aggiunto nel mux TivuItalia il 3 giugno 2013 recante la scritta Coming soon.
Le trasmissioni sono cominciate il 3 luglio 2013 per le prove tecniche, inizialmente nel formato tradizionale 4:3 e dopo alcune ore in 16:9. In onda 24 ore al giorno, il suo palinsesto sperimentale prevedeva il ricambio di una serie ogni 90 minuti: la maggior parte dei programmi era di proprietà della Dynit. Nella fase di rodaggio, la rete non proponeva contenuti pubblicitari di nessun tipo. I telefilm o gli anime girati nel formato 4:3 erano trasmessi comunque in 16:9 in formato letterbox, con bande nere ai lati.
A fine agosto appare, durante un episodio di Mafalda, l'avviso che dal 23 settembre 2013 sarebbero iniziate le trasmissioni ufficiali, e ciò effettivamente avviene. A partire da questo lancio ufficiale, le trasmissioni di Ka-Boom sono divise in sei blocchi in base al target dei telespettatori: Baby Time, Kids Time, Teen Time, Teen + Time, Anime Time e Movie Time; a seconda del target viene inserita la scritta corrispondente sotto il logo Ka-Boom modificando il colore di quest'ultimo.
Per celebrare il suo primo (ed unico) Natale, Ka-Boom ha riorganizzato il suo palinsesto con trasmissioni a tema e film in prima visione; solo per questo giorno, il 25 dicembre 2013, è stato aggiunto un cappello di Babbo Natale sul logo. Inoltre, fino a questa data il canale aveva proposto prevalentemente serie già andate in onda in passato su altre emittenti in chiaro (come Rai 2, Boing, MTV e Rai 4) ed alcune altre fino ad allora inedite in chiaro e trasmesse solo su canali satellitari a pagamento (come GXT, Cooltoon, DeA Kids, Boomerang e JimJam); da ora Ka-Boom comincia a trasmettere più materiale inedito in TV e pubblicato solo in home video da Dynit, fra cui vari film di Mobile Suit Gundam, gli episodi dal 25 al 49 di Gintama e la prima serie OAV di Oh, mia dea!.
Nel gennaio 2014 viene cancellato il blocco di film d'animazione Movie Time.
Il 29 maggio 2014 il canale è stato improvvisamente eliminato dal mux TivuItalia, non continuando le trasmissioni in altre frequenze.
Il canale torna attivo il 29 dicembre 2014 sempre sulla LCN 139 sul mux Ies TV visibile solo nel Lazio; nel primo mese viene mandata in onda una test card con il logo del canale. Il 29 gennaio 2015 riprendono le trasmissioni (inizialmente senza il logo, che ricompare alcuni giorni dopo): il palinsesto è costituito da alcune serie già trasmesse in passato. Ka-Boom è stato acquistato dall'editore Emanuele Latagliata, che auspica di trasformarlo in un "canale di cartoni multietnico". Tuttavia, il canale si limita a replicare alcuni episodi di serie già trasmesse in precedenza, senza alcuna novità.
Il 27 aprile 2015 il sito del canale è disattivato per manutenzione (per poi venire chiuso il 19 maggio 2015) e la pagina Facebook oscurata; inoltre sul sito della Dynit il collegamento a Ka-Boom viene tolto. Nonostante ciò, i programmi di Ka-Boom continuano ad essere trasmessi sul mux Ies TV a Roma.
Il 19 maggio 2015 sul mux Studio 1 (ricevibile nel nord Italia) comincia le sue trasmissioni il canale ProntoGold TV1, anch'esso sull'LCN 139, con un palinsesto che alterna televendite e varie rubriche con molte serie animate già trasmesse in passato su Ka-Boom. Quindi sul canale 139, teoricamente destinato a trasmissioni nazionali, vengono a trovarsi irregolarmente due canali diversi (Ka-Boom e ProntoGold TV1), seppure non nelle stesse regioni. La situazione si risolve quando il 30 maggio 2015 Ka-Boom interrompe definitivamente la propria programmazione ed il canale 139 del Lazio comincia a trasmettere anch'esso ProntoGold TV1; tuttavia sul mux Ies TV l'identificativo del canale resta "Ka-Boom" fino all'8 giugno 2015, quando viene corretto in "Pronto Gold TV1".
Dal 1º settembre 2015 gli anime di Ka-Boom sono stati cancellati dal palinsesto e a partire da quella data il canale ProntoGold TV1 è composto da sole televendite e ripetizioni del programma Le fiabe di ProntoGold. Negli anni successivi ProntoGold TV1 sarà sostituito alla stessa posizione LCN da un nuovo canale dedicato esclusivamente alle telepromozioni, Deluxe 139.

### Contenitore in syndication (2019-)
Dal 3 giugno 2019, come annunciato sulla pagina Facebook di Dynit, Ka-Boom ritorna in onda sotto forma di un contenitore quotidiano di animazione in onda dalle 17:00 alle 19:00 sulla syndication Supersix. Oltre a questa fascia pomeridiana, i cartoni di Ka-Boom vengono trasmessi sulle emittenti del circuito anche alla mattina dalle 06:30 alle 08:30 e solo su Supersix24 avvengono ulteriori repliche, una di sera dalle 22:00 alle 00:00 e una di pomeriggio (inizialmente limitata a due serie su quattro dalle 13:30 alle 14:30, poi estesa nel settembre 2019 a tre serie dalle 13:30 alle 15:00 e nel gennaio 2020 all'intero blocco di quattro serie dalle 13:00 alle 15:00). Supersix24 trasmette infine, in alcune occasioni, maratone notturne di serie in replica solitamente dalle 03:00 alle 05:00.
La nuova programmazione del contenitore Ka-Boom include diverse serie già trasmesse più volte in TV in passato assieme ad alcune altre fino ad allora inedite in TV (come Sword Art Online II e Star Blazers 2199) e pubblicate poco tempo prima in home video da Dynit e in streaming su VVVVID e Netflix.
Dal 23 aprile 2020, i cartoni di Ka-Boom tornano a essere trasmessi sulla LCN 139 a livello nazionale del canale Deluxe 139 (è la stessa LCN che Ka-Boom aveva già occupata in passato) limitando parzialmente la messa in onda dalle 06:30 alle 08:00.
Da giugno 2021, il contenitore Ka-Boom è replicato anche sul canale streaming Iunior TV appartenente allo stesso editore, alle ore 9:00, 13:00 e 21:00.
Dal 25 aprile 2025, i cartoni di Ka-Boom non vengono più trasmessi dalle 06:30 alle 08:00 sul canale Deluxe 139 e al loro posto sono presenti le televendite.

## Anime trasmessi in prima visione
- Ayashi no Ceres
- Boys Be
- Chi - Casa dolce casa
- Cocomon
- Eroi della città
- Gintama (ep. 25-49)
- Oh, mia dea!
- Star Blazers 2199
- Sugarbunnies
- Sugarbunnies: Chocolat!
- Sword Art Online II
- X